# Ihotry Lacus
L'Ihotry Lacus è una struttura geologica della superficie di Titano.